# Basim
Basim (született Anis Basim Moujahid, 1992. július 4.) marokkói származású dán énekes. Jelenleg a dániai Høje Gladsaxében él.

## Pályafutása
Tizenöt évesen részt vett az X Factor tehetségkutató verseny dániai kiadásában, ahol a negyeddöntőig jutott, mielőtt kiszavazták. 2008-ban kiadta Alt det jeg ville have sagt című albumát többek között Remeevel, az X Factor egyik zsűritagjával együtt, amellyel számos városban turnézott. 2009. október 19-én jelent meg második albuma, a Befri dig selv, melynek címadó dala volt az első kislemezén is. Claudia Rex partnereként részt vett a Vild med dans című táncos műsorban is, ahol 9. helyen végeztek. 

### Eurovíziós Dalfesztivál(2014)
2014-ben elindult a dán eurovíziós válogatóműsorban, a Dansk Melodi Grand Prix-n, ahol az első helyen végzett. Így ő utazhatott Koppenhágába, hogy képviselje hazáját a dalfesztiválon. Versenydalának címe Cliche Love Song (magyarul: Klisé szerelmes dal) volt, mely kifejezetten a dalfesztiválra íródott.
2014. május 10-én, a fesztivál döntőjében lépett fel, ahol a 9. helyen végzett.

## Diszkográfia
| Év   | Album                       | Megjelenés        | Kiadó     |
| ---- | --------------------------- | ----------------- | --------- |
| 2008 | Alt det jeg ville have sagt | 2008. október 13. | Universal |
| 2009 | Befri dig selv              | 2009. október 19. | Universal |

## Fordítás
- Ez a szócikk részben vagy egészben a Basim című dán Wikipédia-szócikk ezen változatának fordításán alapul.  Az eredeti cikk szerkesztőit annak laptörténete sorolja fel. Ez a jelzés csupán a megfogalmazás eredetét és a szerzői jogokat jelzi, nem szolgál a cikkben szereplő információk forrásmegjelöléseként.